# Roth Adolf
Roth Adolf (Miskolc, 1862. március 19. – Budapest, Erzsébetváros, 1927. június 12.) orvos, ortopédus.

## Életútja
Roth Sámuel vargamester (aki feltalálta a lúdtalp gyógyítására szolgáló cipőket) és Spitzer Janka fia. Középiskolai tanulmányait a Miskolci Helvét Hitvallású Líceumban végezte (1881), majd a Budapesti Tudományegyetem Orvostudományi Karának hallgatója volt. 1886-ban avatták orvosdoktorrá. Műszerésszé apja képezte ki. 1888-ban Németországban az ortopédiát tanulmányozta. 1895-ben szabadalmat kapott az összes európai országban egy járókészülékre. Szerkesztette a gerincoszlop elferdülésének gyógyítására szolgáló corsetet. 1890-től modern berendezésű szanatóriuma volt Budapesten, ahol betegeinek a szükséges gépezeteket maga tervezte és formálta a beteg testéhez. Főorvosa volt a Stefánia úti ortopédiai intézetnek.
Felesége Semis Etelka Róza volt. Fia Révy Albin ügyvéd.
Cikkei (kétszázon fölül) saját lapjában és a berlini Monatschrift für Orthop. Chirurgie, a Zeitschrift für orth. Chirurgie, a Journal d'Orthopédie és az Orvosok Lapja (1903) című folyóiratokban jelentek meg.

## Művei
- Hessing-féle gyógymód mint korszakalkotó forradalom az orthopaedia terén. Budapest, 1889. 30. fénynyomattal. (Németül. Uo. 1889.)
- Das Geheimniss der hessingschen Apparatotherapie. Berlin, 1890. 50 ábrával (II. kiadás).
- Populärer Bericht für Leidende über hundert Geheilte. Budapest, 1893. (Magyarul is. Budapest, 1893)
- Miért nem lehetett eddig és miért lehet most a test összes elgörbüléseit és az izületgyulladásokat meggyógyítani. Budapest, 1893
- Nouveau Bandage de Traction. Budapest, 1896.
- Hátelferdülések legujabb gyógymódja. Budapest, 1904. (Különnyomat a Gyógyászatból.)

Szerkesztette s kiadta a Gyakorló Orvos c. folyóiratot 1891-től hét évig.